# Ross Collinge
Ross Collinge, född den 21 november 1944 i Lower Hutt i Nya Zeeland, är en nyzeeländsk roddare.
Han tog OS-silver i fyra utan styrman i samband med de olympiska roddtävlingarna 1972 i München.